# Subdivisions de l'île de Man

Carte des subdivisions de l’île de Man.

L’île de Man est subdivisée aujourd’hui en sheadings et en paroisses insulaires ou administratives, regroupant chacune différentes localités.

## Subdivisions administratives et traditionnelles
L’île de Man est divisée traditionnellement en deux zones comptant chacune trois sheadings, la division principale du territoire.
Ces sheadings sont subdivisés en 24 subdivisions administratives ayant 4 statuts différents. Traditionnellement ces subdivisions étaient toutes des paroisses (le territoire en comptait 17) mais ce n’est plus le cas aujourd’hui et les documents officiels les désignent parfois comme « paroisses insulaires » pour ne pas les confondre avec les paroisses administratives actuelles. Collectivement, les 24 subdivisions administratives sont communément appelées « paroisses administratives » ou parfois par abus « paroisses », bien que les deux termes soient aussi abusifs car cela dépend de leur statut.
Pour éviter toute confusion, on doit mentionner le statut exact donné dans le tableau ci-dessous (et se rappeler que le terme « paroisse » utilisé administrativement pour certaines d’entre elles ne correspond toujours pas à la définition traditionnelle, fondée sur les anciennes définitions religieuses). De plus le découpage des sheadings a été modifié pour deux d’entre eux avec le déplacement de l’ancienne paroisse d’Onchan.

## Circonscriptions électorales
Le territoire est divisé en douze (depuis 2016) « circonscriptions électorales » (constituencies dans les documents officiels mannois) qui peuvent dans certains cas franchir les frontières des sheadings; elles élisent chacune deux MHK (les membres élus de la House of Keys) Tous les 24 MHK sont élus, y inclus le SHK (Speaker).
Les circonscriptions depuis 2016 sont: Glenfaba et Peel; Ayre et Michael; Ramsey; Garff; Onchan; Douglas (Est, Nord, Ouest et Sud); Middle; Arbory, Castletown et Malew; Rushen.
Ces circonscriptions électorales sont chacune subdivisées en deux à cinq « districts électoraux » (polling districts) à ne pas confondre avec la désignation « district » toujours utilisée officiellement pour certaines paroisses administratives rurales formées chacune par un seul « village », mais qui sont divisées aussi en districts électoraux. Les districts électoraux ne franchissent pas les frontières des sheadings, ni celles des paroisses administratives.

## Liste détaillée des subdivisions
Les subdivisions sont listées ici dans l’ordre habituel mannois, dans le sens des aiguilles d’une montre :
| Division historique (depuis le XVIe siècle) |                     | Division ou sheading | Division ou sheading |          | Paroisses insulaires (subdivisions traditionnelles) | Paroisses insulaires (subdivisions traditionnelles) |                  | Subdivisions administratives (souvent appelées « paroisses ») | Subdivisions administratives (souvent appelées « paroisses ») | Subdivisions administratives (souvent appelées « paroisses »)                                             | Subdivisions administratives (souvent appelées « paroisses ») | Subdivisions administratives (souvent appelées « paroisses ») |  | Districts électoraux | Circonscriptions électorales | Circonscriptions électorales |
| Division historique (depuis le XVIe siècle) | Nom                 | Nom                  | Code                 | Nom      | Statut                                              | Nom                                                 | Superficie (km²) | Population (2006-04-23)                                       | Densité (hab./km²)                                            | Codes et localités                                                                                        | MHK                                                           | Nom                                                           |  |                      |                              |                              |
| Côté nord                                   | Glenfaba            | Glenfaba             | PK                   | Patrick  | paroisse                                            | Patrick                                             | 42,2             | 01 294                                                        | 0 031                                                         | GL1 : Kirk Patrick ; GL2 : Foxdale ; GL3 : Dalby, Glen Maye                                               | 1                                                             | Glenfaba                                                      |  |                      |                              |                              |
| Côté nord                                   | Glenfaba            | Glenfaba             | GN                   | German   | paroisse                                            | German                                              | 45,3             | 00 995                                                        | 0 022                                                         | GL4 : Saint John’s                                                                                        | 1                                                             | Glenfaba                                                      |  |                      |                              |                              |
| Côté nord                                   | Glenfaba            | Glenfaba             | GN                   | German   | ville                                               | Peel                                                | 01,7             | 04 280                                                        | 2 518                                                         | P1 : (nord-est) ; P2 : (sud-ouest)                                                                        | 1                                                             | Peel                                                          |  |                      |                              |                              |
| Côté nord                                   | Michael             | Michael              | ML                   | Michael  | village et district                                 | Michael                                             | 39,9             | 01 640                                                        | 0 041                                                         | MC1 : Kirk Michael                                                                                        | 1                                                             | Michael                                                       |  |                      |                              |                              |
| Côté nord                                   | Michael             | Michael              | BH                   | Ballaugh | paroisse                                            | Ballaugh                                            | 23,6             | 01 042                                                        | 0 044                                                         | MC2 : Ballaugh                                                                                            | 1                                                             | Michael                                                       |  |                      |                              |                              |
| Côté nord                                   | Michael             | Michael              | JY                   | Jurby    | paroisse                                            | Jurby                                               | 17,7             | 00 659                                                        | 0 037                                                         | MC3 : Jurby                                                                                               | 1                                                             | Michael                                                       |  |                      |                              |                              |
| Côté nord                                   | Ayre                | Ayre                 | AS                   | Andreas  | paroisse                                            | Andreas                                             | 31,1             | 01 381                                                        | 0 044                                                         | A1 : Andreas                                                                                              | 1                                                             | Ayre                                                          |  |                      |                              |                              |
| Côté nord                                   | Ayre                | Ayre                 | BE                   | Bride    | paroisse                                            | Bride                                               | 21,7             | 00 418                                                        | 0 020                                                         | A2 : Bride                                                                                                | 1                                                             | Ayre                                                          |  |                      |                              |                              |
| Côté nord                                   | Ayre                | Ayre                 | LE                   | Lezayre  | paroisse                                            | Lezayre                                             | 62,3             | 01 237                                                        | 0 020                                                         | A3 : Sulby ; A4 : (est)                                                                                   | 1                                                             | Ayre                                                          |  |                      |                              |                              |
| Côté sud                                    | Garff (avant 1796)  | Garff (depuis 1796)  | MD                   | Maughold | ville                                               | Ramsey                                              | 03,7             | 07 309                                                        | 1 975                                                         | RA2 : (nord-ouest) ; RA1 : (sud-est)                                                                      | 1                                                             | Ramsey                                                        |  |                      |                              |                              |
| Côté sud                                    | Garff (avant 1796)  | Garff (depuis 1796)  | MD                   | Maughold | paroisse                                            | Maughold                                            | 34,5             | 00 950                                                        | 0 028                                                         | GA1 : Maughold ; GA2 : Glen Mona                                                                          | 1                                                             | Garf                                                          |  |                      |                              |                              |
| Côté sud                                    | Garff (avant 1796)  | Garff (depuis 1796)  | LN                   | Lonan    | paroisse                                            | Lonan                                               | 35,2             | 01 563                                                        | 0 044                                                         | GA3 : (périphérie) ; GA5 : Kirk Lonan                                                                     | 1                                                             | Garf                                                          |  |                      |                              |                              |
| Côté sud                                    | Garff (avant 1796)  | Garff (depuis 1796)  | LN                   | Lonan    | village                                             | Laxey                                               | 02,4             | 01 768                                                        | 0 737                                                         | GA4 : Baldrine                                                                                            | 1                                                             | Garf                                                          |  |                      |                              |                              |
| Côté sud                                    | Garff (avant 1796)  | Middle (depuis 1796) | ON                   | Onchan   | village et district                                 | Onchan                                              | 24,7             | 09 172                                                        | 0 371                                                         | O5 : (nord) ; O2 : Onchan Hague ; O1 : Onchan Ballachury ; O4 : Onchan Birch Hill ; O3 : Onchan Howstrake | 3                                                             | Onchan                                                        |  |                      |                              |                              |
| Côté sud                                    | Middle (avant 1796) | Middle (depuis 1796) | BN                   | Braddan  | ville et capitale                                   | Douglas                                             | 10,1             | 26 218                                                        | 2 596                                                         | N1 : (nord-ouest et centre-est) ; N2 : (nord-est et centre-ouest) ; N3 : (sud)                            | 2                                                             | Douglas Nord                                                  |  |                      |                              |                              |
| Côté sud                                    | Middle (avant 1796) | Middle (depuis 1796) | BN                   | Braddan  | ville et capitale                                   | Douglas                                             | 10,1             | 26 218                                                        | 2 596                                                         | W1 : (nord) ; W2 : (est) ; W3 : (ouest et centre) ; W4 : (sud-ouest) ; W5 : (sud-est)                     | 2                                                             | Douglas Ouest                                                 |  |                      |                              |                              |
| Côté sud                                    | Middle (avant 1796) | Middle (depuis 1796) | BN                   | Braddan  | ville et capitale                                   | Douglas                                             | 10,1             | 26 218                                                        | 2 596                                                         | E2 : (baie nord) ; E3 : (baie sud) ; E5 : (central-nord) ; E4 : (central-sud) ; E1 : (sud-ouest)          | 2                                                             | Douglas Est                                                   |  |                      |                              |                              |
| Côté sud                                    | Middle (avant 1796) | Middle (depuis 1796) | BN                   | Braddan  | ville et capitale                                   | Douglas                                             | 10,1             | 26 218                                                        | 2 596                                                         | S2 : (ouest) ; S1 : (central-ouest) ; S5 : (central-est) ; S3 : (nord-ouest) ; S4 : (sud-ouest)           | 2                                                             | Douglas Sud                                                   |  |                      |                              |                              |
| Côté sud                                    | Middle (avant 1796) | Middle (depuis 1796) | BN                   | Braddan  | paroisse                                            | Braddan                                             | 42,6             | 03 151                                                        | 0 074                                                         | MD1 : Crosby, Glen Vine ; MD2 : Strange, Union Mills                                                      | 1                                                             | Middle                                                        |  |                      |                              |                              |
| Côté sud                                    | Middle (avant 1796) | Middle (depuis 1796) | MN                   | Marown   | paroisse                                            | Marown                                              | 26,7             | 02 086                                                        | 0 078                                                         | MD3 : Marown                                                                                              | 1                                                             | Middle                                                        |  |                      |                              |                              |
| Côté sud                                    | Middle (avant 1796) | Middle (depuis 1796) | SN                   | Santon   | paroisse                                            | Santon                                              | 16,9             | 00 680                                                        | 0 040                                                         | MS1 : Newtown                                                                                             | 1                                                             | Malew et Santon                                               |  |                      |                              |                              |
| Côté sud                                    | Rushen              | Rushen               | MW                   | Malew    | paroisse                                            | Malew                                               | 47,7             | 02 304                                                        | 0 048                                                         | MS2 : (nord) ; MS3 : Ballasalla                                                                           | 1                                                             | Malew et Santon                                               |  |                      |                              |                              |
| Côté sud                                    | Rushen              | Rushen               | AY                   | Arbory   | paroisse                                            | Arbory                                              | 17,7             | 01 723                                                        | 0 097                                                         | RU5 : Ballabeg ; RU6 : Colby, Isle of Man (en)                                                            | 3                                                             | Rushen                                                        |  |                      |                              |                              |
| Côté sud                                    | Rushen              | Rushen               | RN                   | Rushen   | village                                             | Port Erin                                           | 02,6             | 03 575                                                        | 1 375                                                         | RU1 : Port Erin                                                                                           | 3                                                             | Rushen                                                        |  |                      |                              |                              |
| Côté sud                                    | Rushen              | Rushen               | RN                   | Rushen   | village                                             | Port Saint Mary                                     | 01,4             | 01 913                                                        | 1 366                                                         | RU2 : Port Saint Mary                                                                                     | 3                                                             | Rushen                                                        |  |                      |                              |                              |
| Côté sud                                    | Rushen              | Rushen               | RN                   | Rushen   | paroisse                                            | Rushen                                              | 24,6             | 01 591                                                        | 0 065                                                         | RU3 : (central) ; RU4 : (nord-ouest et sud-ouest), Calf of Man                                            | 3                                                             | Rushen                                                        |  |                      |                              |                              |
| Côté sud                                    | Rushen              | Rushen               | RN                   | Rushen   | ville                                               | Castletown                                          | 02,3             | 03 109                                                        | 1 352                                                         | C1 : (ouest) ; C2 : (est)                                                                                 | 1                                                             | Castletown                                                    |  |                      |                              |                              |